# Slavko Aranicki
Dr. Svetislav (Slavko) Aranicki (Ruma, 1853. – Zemun, 30. listopada 1943.) bio je hrvatski pravnik i političar.

## Život
Rođen je u Rumi 1853., gdje mu je obitelj imala posjed Kraljevački. Studirao je pravo u Budimpešti i Beču, te je nakon doktorata postao sudac. Sudio je u procesu protiv pjesnika Vladimira Vidrića i ostalih studenata koji su zapalili mađarsku zastavu 1895. Ban Pavao Rauch imenuje ga za odjelnog predstojnika za pravosuđe hrvatske vlade 1909. Tu je sudjelovao u iniciranju i provedbi tzv. Veleizdajničkog procesa protiv pojedinih Srba u Hrvatskoj povodom Aneksijske krize i obračuna Monarhije s prosrbijanskim elementima u Hrvatskoj. Na toj dužnosti ostaje i za bana Nikole Tomašića, iako je Hrvatsko-srpska koalicija tražila njegovu smjenu te napuštanje pravosuđa, čemu se Tomašić žestoko usprotivio. Na izborima 1910. bio je vladin kandidat u ličkim kotarima, no izgubio je izbore. Naposljetku se umirovio na svoj zahtjev u listopadu 1910. Za zasluge u državnoj službi 1912. primio je nasljedno plemstvo s pridjevkom Kraljevački te je odlikovan redom željezne krune II. razreda.
Bio je izniman teoretičar prava i urednik pravnih časopisa. 1941. se preselio kod kćeri Jelene u Zemun, gdje je i umro 1943.

## Obitelj
Oženio se Jelenom pl. Utješenović-Ostrožinski, kćeri varaždinskog župana, pjesnika i preporodnog ideologa, Ognjeslava Utješenovića-Ostrožinskog. Imali su troje djece: Jelenu, Fedora, Ognjeslava i Aleksandra.

## Vanjske poveznice
- Hrvatski biografski leksikon